# Диспетчерський зв'язок
Диспетчерський зв'язок — дротяна (телефонна, рідше телеграфна) лінія, в деяких випадках радіозв'язок, яка використовується для зв'язку між  об’єктами, охопленими системою  диспетчеризації.
Застосовується в промисловості, енергетиці, будівництві, на транспорті для безперервного оперативного керівництва проведенням оперативних робіт. У багатьох випадках для диспетчерського зв'язку використовується апаратура виборчого (селекторного) телефонного зв'язку.

## Історія
Поняття оперативно-технологічного зв'язку взяло свій початок в залізничній галузі. Саме на ділянках доріг в межах відділень спочатку було необхідна наявність оперативного зв'язку з машиністом поїзда і диспетчерами вокзалів і станцій для здійснення регулювання руху поїздів і експлуатації технічних пристроїв залізничного транспорту. На сьогоднішній день оперативно-технологічний зв'язок застосовується і для забезпечення роботи персоналу і технічних пристроїв, а також для експлуатації та ремонту технічних споруд виробничих об'єктів, гірничорудної промисловості, місць видобутку нафти і газу, транспортних вузлів і спортивних комплексів.[джерело?]